# Allonsanfàn
Allonsanfàn é um filme italiano de 1974, do gênero drama, dirigido e escrito por Paolo e Vittorio Taviani, sua primeira colaboração com Ennio Morricone.
O filme foi apresentado na Quinzena dos Diretores no Festival de Cannes em 1975.

## Resumo
Um partidário dos  revolucionários "carbonários", um antigo fidalgo, apercebe-se, em 1816, o quanto sacrificou de sua vida pessoal àquele ideal inatingido. No decorrer de uma expedição ao Sul, tenta afastar-se do movimento e chega a traí-lo à população e à polícia, que os matam a todos. Mas a utopia ainda viva do único sobrevivente leva-o a envergar de novo a camisa vermelha, tomando-o assim alvo do exército.

## Elenco
- Marcello Mastroianni
- Lea Massari
- Mimsy Farmer
- Laura Betti
- Claudio Cassinelli
- Bruno Cirino
- Benjamin Lev
- Renato de Carmine
- Stanko Molnar